# ريتشارد بارنت (مؤرخ طبي)
ريتشارد بارنت (بالإنجليزية: Richard Barnett)‏ هو مؤرخ طبي ‏ بريطاني، ولد في 1980.